# Neuroxena sulphureovitta
Neuroxena sulphureovitta là một loài bướm đêm thuộc phân họ Arctiinae, họ Erebidae.